# Kriegsschuldfrage

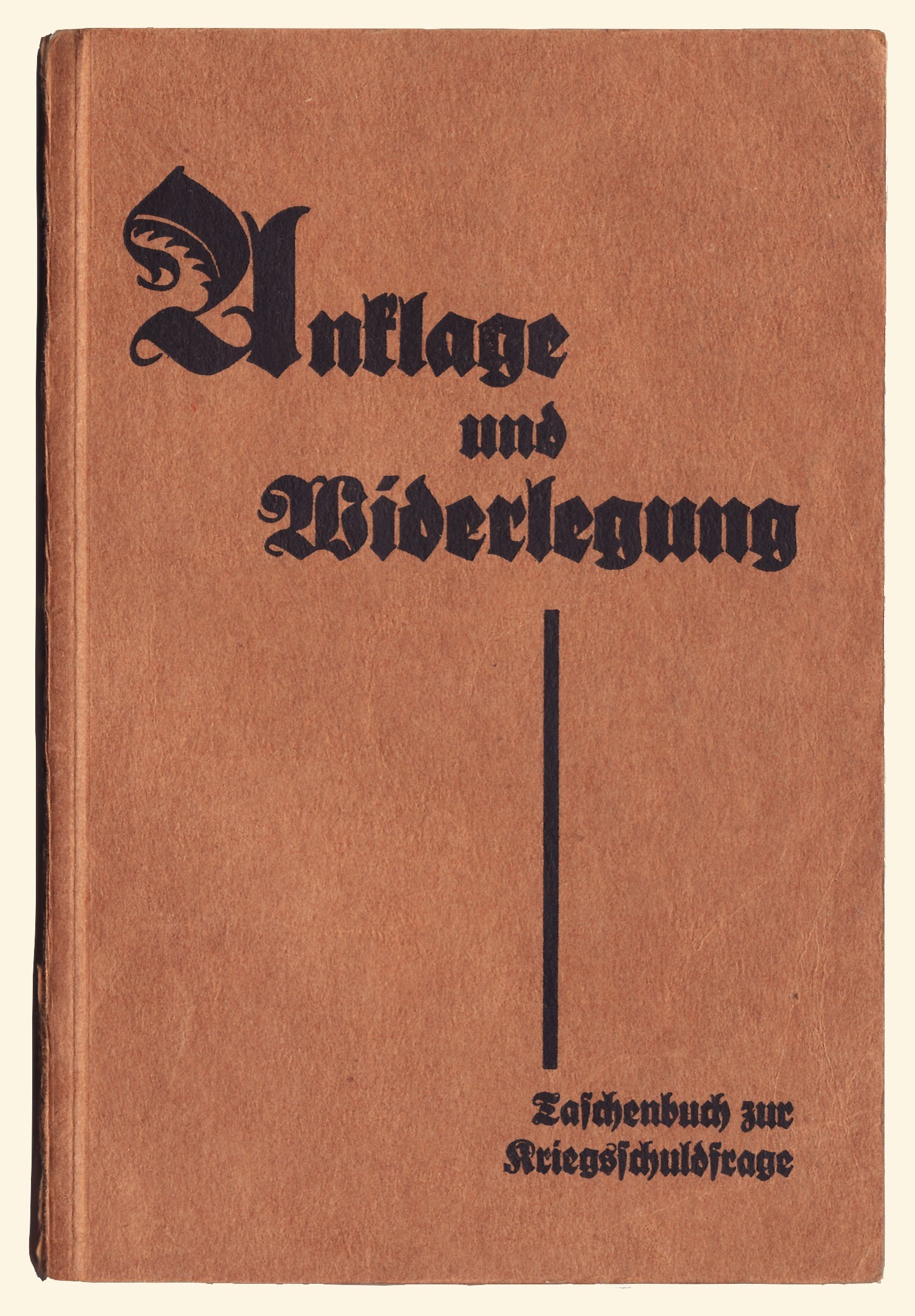
Portada del libro Anklage und Widerlegung de Hans Draeger, símbolo de la discusión en torno de la Kriegsschuldfrage en la Alemania de la República de Weimar.

La Kriegsschuldfrage (literalmente "cuestión sobre la responsabilidad en la guerra") designa el debate público que se desarrolló en Alemania con el fin de establecer la parte de responsabilidad alemana en la Primera Guerra Mundial. El debate tuvo lugar en su mayor parte durante la República de Weimar y se articuló en varias fases determinadas en gran medida por la repercusión del Tratado de Versalles (1919) y la actitud de los vencedores. Este debate también se llevó a cabo en otros países implicados en el conflicto, como Francia y el Reino Unido.
El debate en torno a la Kriegsschuldfrage no solo movilizó a historiadores como Hans Delbrück, Wolfgang J. Mommsen, Gerhard Hirschfeld o Fritz Fischer, sino a un círculo más bien grande que comprendía a varios intelectuales como Kurt Tucholsky o Siegfried Jacobsohn, así como la opinión pública. La historia de la República de Weimar estuvo impregnada en parte por la 'Kriegsschuldfrage: fundada poco tiempo antes de la firma del Tratado de Versalles, la república encarnó hasta su desaparición este debate que será retomado como argumento de campaña por los nacional-socialistas.
Si la Kriegsschuldfrage ha permitido investigar los orígenes profundos de la Primera Guerra Mundial —no sin provocar varias polémicas—, también ha hecho posible esclarecer otros aspectos del conflicto como, por ejemplo, el rol de las masas o la cuestión del sonderweg (una polémica teórica que sostenía que los alemanes habían seguido un curso único de la aristocracia a la democracia, distinto de otros países europeos). Este debate que frenó varios años el progreso político alemán mostró igualmente que políticos como Gustav Stresemann pudieron confrontar el problema de la responsabilidad por medio de la reflexión general sin transigir sobre los intereses alemanes. Aunque desde 1945 tuvieron lugar varios debates parecidos, el concepto concierne más particularmente al primer conflicto mundial.

## Las bases de laKriegsschuldfrage

### Propaganda de guerra

Mapa que presenta el Plan Schlieffen.

En términos del derecho internacional de la época, la guerra de agresión era un procedimiento legal, pero moralmente condenado. Los gobiernos involucrados se lanzaban durante la guerra a la publicación de documentos diplomáticos cuidadosamente escogidos para demostrar que habían tratado de apaciguar el conflicto y que fueron los enemigos quienes lo desencadenaron. La invasión de Bélgica fue para la Triple Entente el signo de que Alemania era el agresor, mientras que para el gobierno alemán la movilización rusa fue el preludio de una invasión. La declaración de guerra habría evitado el cerco. La Oberste Heeresleitung (Comando supremo del ejército alemán) justificó de esta manera la aplicación del Plan Schlieffen y su voluntad de conseguir rápidamente una paz victoriosa. El 4 de agosto de 1914, Theobald von Bethmann-Hollweg justificó la violación de la neutralidad belga ante el Reichstag:

Nos encontramos actualmente en estado de legítima defensa y la necesidad hace la ley. Nuestras tropas han ocupado Luxemburgo, quizás ya pisando el territorio belga. Señores, esto va contra las leyes del derecho internacional. El perjuicio -hablo abiertamente- el perjuicio que cometemos por esta acción, lo repararemos tan pronto como nuestro objetivo militar sea alcanzado.

Solo algunos políticos reconocían una parte de la culpa en la guerra. El primer ministro húngaro István Tisza había rechazado el ultimátum del Imperio austrohúngaro del 26 de julio de 1914, debido al riesgo de una guerra. En el otoño de 1914, sindicó la responsabilidad de la escalada del conflicto al Ministro de Asuntos Exteriores austro-húngaros Leopold Berchtold y sobre el gobierno alemán.
Justificar haber sido agredidos se convirtió en una necesidad de política interior. Los social-demócratas en Francia y Alemania se habían manifestado en masa incluso a fin de julio de 1914. En Gran Bretaña, la propensión hacia la guerra era débil. Alemania estaba dividida entre las masas urbanas entusiasmadas y una población rural escéptica e indiferente. Todos eran conscientes de que, para involucrar a la población en la guerra, debía ponerse por delante la inocencia de su país y los libros diplomáticos contribuyeron a ello.

### Apoyar la guerra
Casi todos los historiadores del Reich alemán —entre los cuales, se encuentra Georg von Below, Otto Hintze, Erich Marcks, Friedrich Meinecke, Hermann Oncken— apoyaron al régimen en la guerra al representar a la historia nacional de manera nacionalista. Una gran cantidad de artistas y escritores, como Ludwig Fulda apoyaban la propaganda que se dirigía a probar la inocencia en la guerra. El Manifiesto de los 93 de octubre de 1914, firmado por filósofos, artistas, médicos y profesores de renombre internacional, tuvo gran repercusión en el extranjero.
Debido al movimiento de la Unión Sagrada y al voto de confianza del 4 de agosto de 1914 que permitieron la movilización total del ejército del Reich, la cuestión de la responsabilidad no fue abordada en el interior del SPD más que por algunos socialistas revolucionarios. Como la mayor parte de alemanes, se creía que Rusia desencadenó la guerra y forzó a Alemania a entrar a una guerra defensiva. Es sobre esta base que el Partido social-demócrata mayoritario de Alemania (Mehrheitssozialdemokratische Partei Deutschlands o MSPD), el Partido progresistas alemán (Fortschritsspartei) liberal y el Zentrum católico aprobaron una resolución de paz el 19 de julio de 1917 en el Reichstag para forzar al OHL (Oberste Heeresleitung) a renunciar a la guerra submarina a ultranza, pero a la vez llevar a los aliados a poner fin al bloqueo marítimo y obtener garantías de derecho internacional para preservar la integridad alemana. En esta resolución, los diputados hicieron un llamado a la reconciliación y previeron, entre otras, la creación de organismos jurídicos internacionales; sin embargo, afirmaron igualmente que Alemania continuaría el combate en tanto que ella y sus aliados sean "invadidos y violados". Sin las garantías del derecho internacional, la guerra debía seguir: "en su unidad, el pueblo alemán es invencible".

#### Los socialistas

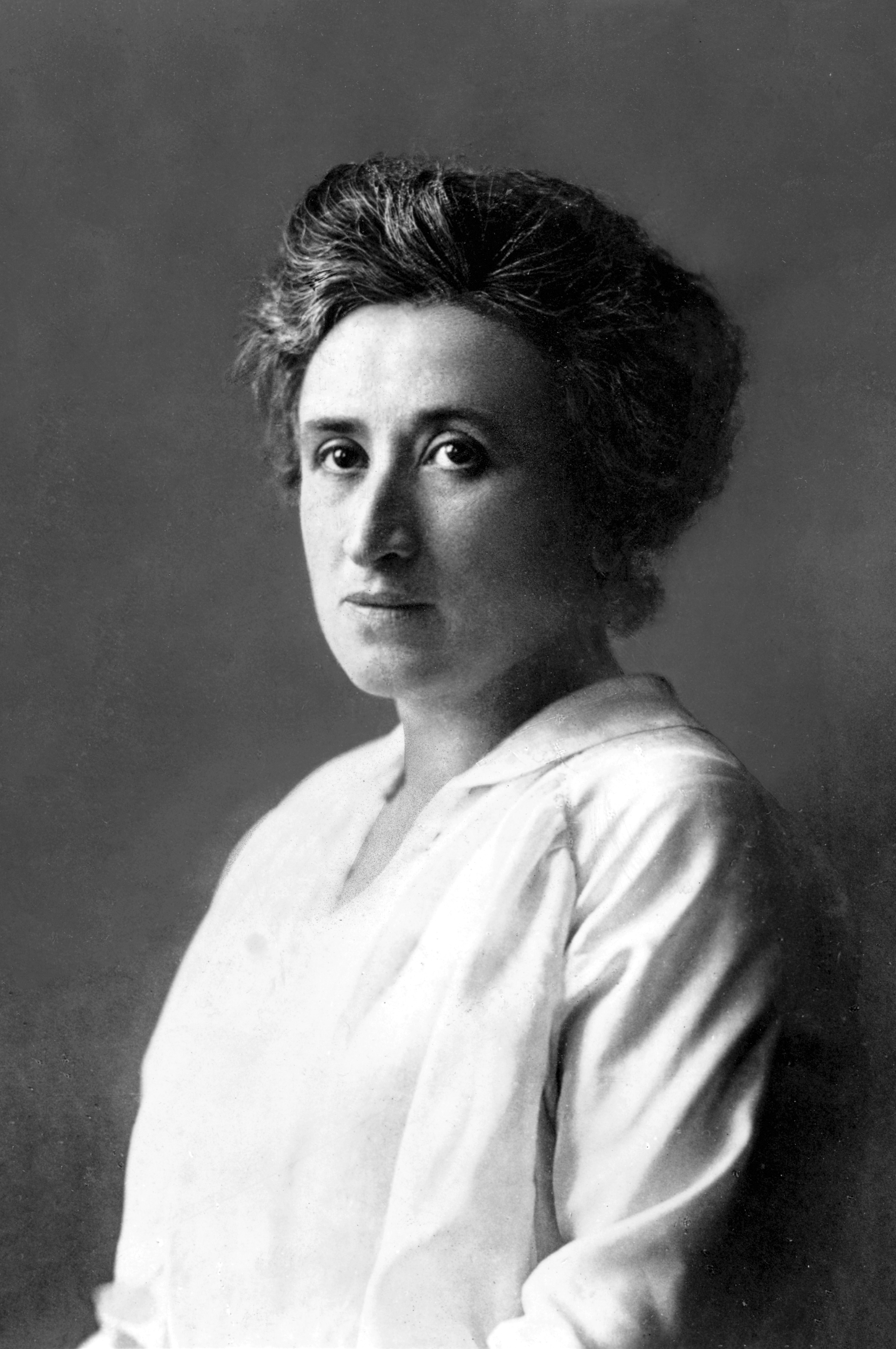
Rosa Luxemburgo.

Algunos socialistas revolucionarios del SPD opuestos a la guerra se reunieron el 5 de agosto de 1914 en el Grupo Internacional. La fundadora de este movimiento, Rosa Luxemburgo, acusó al SPD en un folleto publicado en junio de 1916 de tener un parte importante de responsabilidad en la guerra mundial. El partido de las clases obreras habría debido reconocer a tiempo las señales de la guerra que se anunciaban y darlos a conocer.
A partir de 1915, otros miembros del SPD retiraron su apoyo a la guerra. Por medio de un estudio de los documentos emanadas de los Estados implicados en la guerra, Kurt Eisner llegó a la conclusión que el Reich tuvo un rol determinante en el estallido del conflicto. En 1917, la memoria del diplomático Karl Max Fürst von Lichnowsky confirma sus opiniones así como la declaración del director de las empresas Krupp Johann Wilhelm Muelhon que había renunciado debido a la responsabilidad alemana.
El USPD fundado en 1917 exigió el fin de la guerra y rechazó la resolución de paz del Reichstag. La Liga Espartaquista hizo un llamado en diciembre de 1917 a huelgas masivas en todo el territorio para poner fin a las masacres. El gobierno alemán habría desencadenado la guerra ella misma, como consecuencia del imperialismo europeo que solo una revolución social podía echar abajo. Una paz parcial con Rusia no haría más que prolongar la guerra y permitir una nueva ofensiva en el oeste. El programa del partido comunista del 14 de diciembre de 1918 proclamó:
 Pero los Hohenzollern no han sido más que los administradores de la burguesía imperialista y de los Junkers. La burguesía, la clase dominante, es la verdadera responsable de la guerra mundial en Alemania, así como en Francia, en Rusia, en Inglaterra, en Europa como en América. Son los capitalistas de todos los países quienes han dado la señal de la masacre de los pueblos.
La Liga exigía profundos cambios en la sociedad, tales como la expropiación de los bancos y de las industrias pesadas y la democratización del ejército.

#### Los pacifistas
La Deutsche Friedensgesellschaft fundada en 1892 había reivindicado tratados internacionales para reglamentar los armamentos. Hizo un llamado a los gobiernos en guerra a llevar a cabo negociaciones y a renunciar a las conquistas y a las colonias sin poner en tela de juicio el derecho a la autodefensa ni reivindicar la objeción de conciencia ni el derrocamiento de las élites militares; sin embargo, su fundador, Richard Grelling, se mostró convencido de la responsabilidad alemana en su escrito J'accuse de 1915.
A partir de 1914, la Bund Neues Vaterland emprendió una campaña contra los partidarios de la anexión reunidos al interior del Alldeutscher Verband a fin de obtener la paz y tratados internacionales. Fue prohibida en 1916.
El pacifista radical y antimilitarista Fritz Küster designó al gobierno alemán como culpable desde la ocupación de Bélgica. Refutó la tesis de la invasión y no aprobó los fondos de guerra. Para él, el renacimiento alemán debía pasar por el reconocimiento de la responsabilidad y el castigo de los culpables. Es por ello que militó en pro de una "verdadera revolución de la conciencia" y por una ruptura del espíritu guerrero para establecer la paz.
Hugo Ball escribió un artículo titulado "El verdadero rostro" (Das wahre Gesicht) consagrado a la Kiregsschuldfrage en 1915 en Zúrich. en 1918, se convirtió en redactor del Freie Zeitung suizo fundado por el diplomático alemán Hans Schlieben, en el cual se pronunciaron muchos adversarios de la guerra: Ernst Bloch, Carl von Ossietzky, Franz Werfel y Else Lasker-Schüler. Las autoridades alemanas financiaron a partir de agosto de 1917 el periódico Das Freie Wort.
Los pacifistas saludaron el programa de los Catorce puntos del Presidente Wilson del presidente norteamericano Woodrow Wilson del 18 de enero de 1918 que afirmaba el derecho de los pueblos a disponer de ellos mismos sin abordar la cuestión de la responsabilidad alemana. No fue hasta después de la propuesta de armisticio del gobierno alemán del 3 de octubre de 1918 que Wilson exigirá la abdicación del emperador Guillermo II como condición previa para toda negociación.

## La República de Weimar

### La Revolución de noviembre

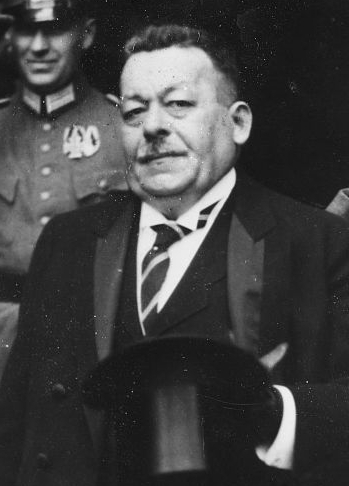
Friedrich Ebert, primer canciller después de la abdicación de Guillermo II.

Los consejos de obreros y de soldados formados con ocasión de la Revolución de Noviembre echaron la culpa de la guerra en las élites y desearon su expulsión total. La condena de ciertas personas fue de la mano con la abolición de la monarquía. Los oficiales fueron, en su mayor parte, destituidos y desarmados, aunque no fueron arrestados ni asesinados. Solo el Consejo central de la Marina formado el 9 de noviembre de 1918 en Kiel y el Consejo de obreros y de soldados de Múnich formado el 12 de diciembre del mismo año exigieron un tribunal civil para investigar sobre los responsables de la guerra y condenarlos. Estuvieron comprendidos no solamente la Oberste Heeresleitung, sino también los jueces marciales que condenaron a muerte a soldados y desertores.
El 25 de noviembre de 1918, Kurt Eisner recientemente elegido Ministerpräsident de Baviera hizo aparecer en la prensa extractos de documentos secretos de la embajada bávara en Berlín para probar la responsabilidad alemana. Así, esperaba poner fin al aislamiento alemán en la escena internacional, convencer a los aliados de que Alemania había cambiado de rostro y obtener mejores condiciones de paz para Baviera. Eisner quería igualmente demostrar al pueblo que había sido engañado sobre los verdaderos motivos de la guerra por parte del Reich y los militares y que solo el relevo de las élites militares y administrativas podía permitir una democratización durable.
El gobierno provisional presidido por Friedrich Ebert, así como la mayoría de los miembros de la República de consejos de Baviera, rechazó la iniciativa de Eisner. Para muchos medios de derecha y militares bávaros y prusianos, Eisner era un traidor. En el congreso internacional de los socialistas de Berna (del 3 al 10 de febrero de 1919), exigió nuevamente el reconocimiento de la responsabilidad alemana y propuso reconstruir los territorios extranjeros destruidos por la guerra. Mientras que el KPD y el USPD saludaron esta proposición, el Ministerio de Asuntos Exteriores, el SPD y los medios burgueses conservadores reprocharon a Eisner por traicionar los intereses alemanes por su ingenuidad política y de dar una razón a los aliados para que prosigan su política de revancha. Los aliados no se interesaron en Eisner, quien fue asesinado el 21 de febrero de 1919 por un nacionalista. No fue hasta los años 1960 que algunos historiadores reconocieron este gesto aislado como una alternativa a la política del gobierno de la época y como un aporte al acercamiento de los pueblos.

### El Tratado de Versalles

#### Balance y cláusulas del tratado

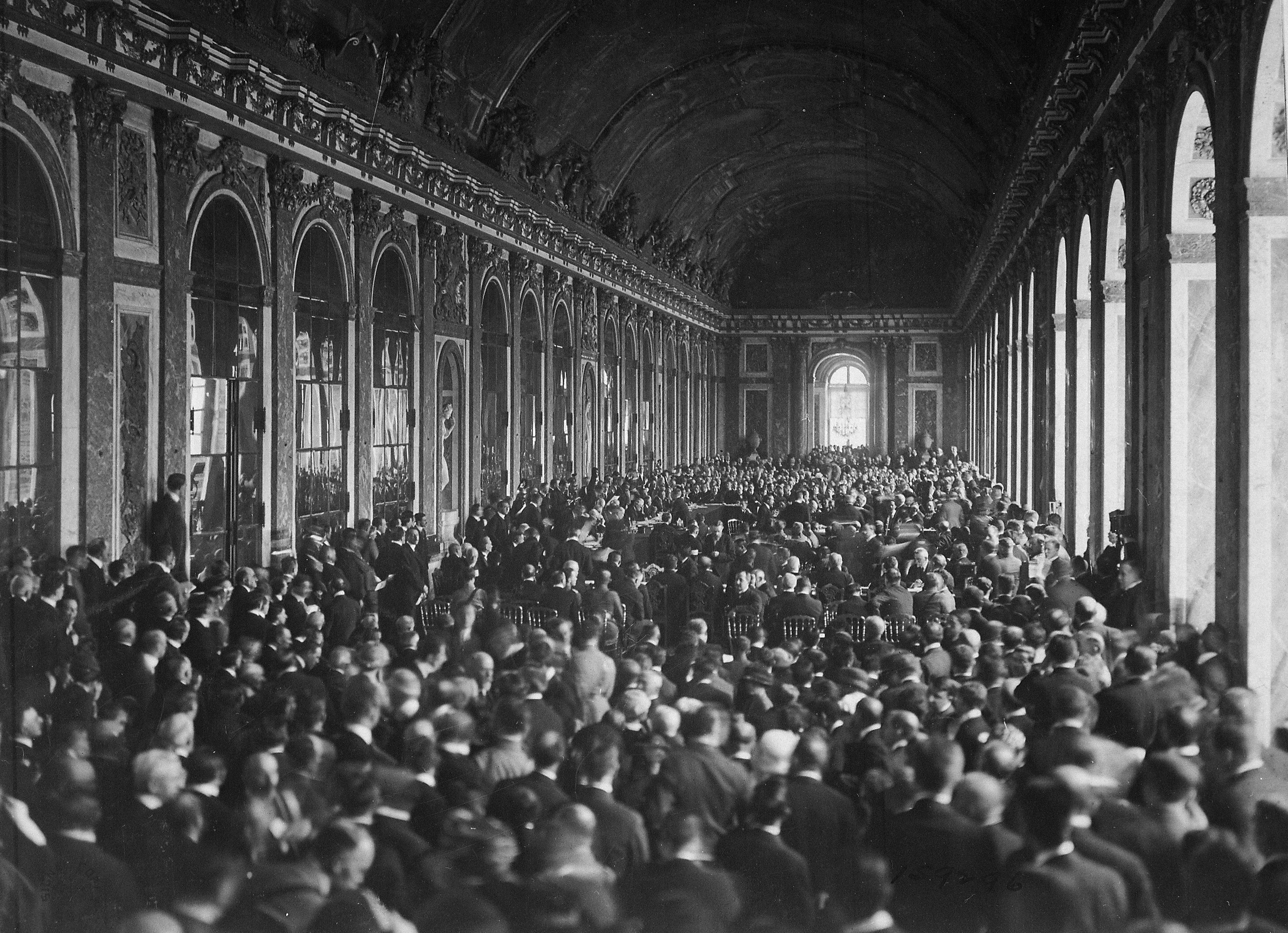
Firma del Tratado de Versalles en la Galería de los Espejos en 1919.

Las cuatro grandes potencias representadas por Wilson (Estados Unidos), Georges Clemenceau (Francia), David Lloyd George (Reino Unido) y Vittorio Emanuele Orlando (Italia) se reunieron a fin de preparar el tratado de paz. En lugar de permanecer fiel al Programa de 14 puntos de Wilson, se aprecia rápidamente que es la visión europea la que prima. Las decisiones son tomadas sin Alemania quien es excluida de los debates. Francia que sirvió como principal campo de batalla quería asegurarse por mediación de Clemenceau una paz de revancha: "Ha llegado la hora del duro arreglo de cuentas". El Tratado de Versalles fue ante todo un "tratado de miedo: cada antiguo enemigo intentó proteger su país. Los aliados se condujeron desde entonces como enemigos cuando presentaron las condiciones de paz a la delegación alemán finalmente invitada el 7 de mayo de 1919. El plazo de la ratificación fue de quince días, más allá de eso, las operaciones militares podrían reanudarse.
Uno de los medios de obtener seguridad pasó por los aliados por el debilitamiento de Alemania que sacaba gran parte de su fuerza de su economía y de su territorio. El tratado contaba con numerosas cláusulas territoriales y económicas. Además de renunciar a una séptima parte de su territorio, Alemania perdió un décimo de su población, lo que tendrá repercusiones sobre su disponibilidad de mano de obra. La pérdida de varias partes del territorio, como Silesia, acarreó una merma de 75% de su producción de hierro y un cuarto de la de carbón, cuya falta harán más difícil la reconversión y el relanzamiento de su economía.
Según el artículo 231, Alemania fue acusada de ser "responsable, por haberles causado, todas las pérdidas y todos los daños sufridos por los gobiernos aliados y asociados y sus connacionales, como consecuencia de la guerra que les había sido impuesta por la agresión de Alemania y de sus aliados. La responsabilidad de la guerra correspondía a Alemania, por lo que esta debía pagar reparaciones de guerra. El Sarre fue entregado a Francia que se concedía el derecho exclusivo de explotación de las minas de carbón, como lo menciona el artículo 48. Alemania debía igualmente entregar las locomotoras, barcos comerciales, 360 millones de toneladas de carbon y vagones. Desde 1921, se fijó una suma de 132 millardos de marcos de oro como reparación. Así, Alemania fue fuertemente sancionada territorial y económicamente. Los aliados la privaron incluso de una parte de su soberanía al reducir a su ejército a 100.000 hombres y al prohibir el servicio militar obligatorio. La repercusión de estas cláusulas fue inmensa. El tratado parecía más una venganza que un tratado de paz.

### Los eventos previos a la Gran Guerra
- Benoist-Méchin, Jacques. Histoire de l'Armée allemande. París: Robert Laffont, 1984.
- Berghahn, Volker. Der Erste Weltkrieg (Wissen in der Beck´schen Reihe). München: C. H. Beck, 2003, ISBN 3-406-48012-8
- Jean-Pierre Cartier: Der Erste Weltkrieg. München: Piper, 1984. ISBN 3-492-02788-1
- Droz, Jacques. Les causes de la Première Guerre mondiale. Essai d'historiographie, Paris, 1997.
- Ferguson, Niall. Der falsche Krieg. Stuttgart: DVA, 1999, ISBN 3-421-05175-5
- Fischer, Fritz. Griff nach der Weltmacht. Die Kriegszielpolitik des kaiserlichen Deutschland 1914/18, Droste 2000, ISBN 3-7700-0902-9
- Geiss, Imanuel. Der lange Weg in die Katastrophe, Die Vorgeschichte des Ersten Weltkrieges 1815–1914. München: Piper, 1990, ISBN 3-492-10943-8
- Isaac, Jules. Un débat historique. Le Problème des origines de la guerre, Paris, 1933
- Joll, James. Gordon Martel: The Origins of the First World War Longman, 2006, ISBN 0-582-42379-1
- Kennedy, Paul M. The Rise of the Anglo-German Antagonism 1860–1914. Londres: Allen & Unwin, 1980, ISBN 1-57392-301-X
- Massie, Robert K. Die Schalen des Zorns. Großbritannien, Deutschland und das Heraufziehen des Ersten Weltkrieges, Fráncfort: S. Fischer, 1993, ISBN 3-10-048907-1
- Mommsen, Wolfgang. Die Urkatastrophe Deutschlands. Der Erste Weltkrieg 1914–1918. Munich: Klett-Cotta, 2002, ISBN 3-608-60017-5
- Neitzel, Sönke. Kriegsausbruch. Deutschlands Weg in die Katastrophe 1900-1914, München, 2002, ISBN 3-86612-043-5
- Renouvin, Pierre. "Les buts de guerre du gouvernement français. 1914-1915". Revue Historique, 1966
- Renouvin, Pierre. Les Origines immédiates de la guerre, Paris, 1925
- Renouvin, Pierre. La crise européenne et la Grande Guerre, Paris, 1939
- Ritter, Gerhard. Staatskunst und Kriegshandwerk. Band 3: Die Tragödie der Staatskunst München, 1964
- Ullrich, Volker. Die nervöse Großmacht. Aufstieg und Untergang des deutschen Kaiserreichs 1871–1918. Fráncfort: S. Fischer, 1997, ISBN 3-10-086001-2

### Publicaciones contemporáneas de la República de Weimar
- Camille Bloch, Camille / Pierre Renouvin. "L'article 231 du traité de Versailles. Sa genèse et sa signification", Revue d'Histoire de la Guerre Mondiale, enero de 1932
- Draeger, Hans. Anklage und Widerlegung. Taschenbuch zur Kriegsschuldfrage. (Editor: Arbeitsausschuss Deutscher Verbände 1934)
- Fabian, Walter. Die Kriegsschuldfrage. Grundsätzliches und Tatsächliches zu ihrer Lösung. 1.ª edición de 1926; Reimpresión de 1985, Prólogo por Fritz Fischer, ISBN 3-924444-08-0
- Holborn, Hajo. Kriegsschuld und Reparationen auf der Pariser Friedenskonferenz von 1919. Leipzig/Berlin: B. G. Teubner, 1932
- Kanner, Heinrich. Der Schlüssel zur Kriegsschuldfrage, München, 1926
- Montgelas, Max Graf Leitfaden zur Kriegsschuldfrage, W. de Gruyter & co. Berlin/Leipzig, 1923
- Morhardt, Mathias. Die wahren Schuldigen. Die Beweise, das Verbrechen des gemeinen Rechts, das diplomatische Verbrechen, Leipzig, 1925
- Poincaré, Raymond / René Gerin. Les Responsabilités de la guerre. Quatorze questions par René Gerin. Quatorze réponses par Raymond Poincaré. París: Payot, 1930
- Ströbel, Heinrich. "Der alte Wahn". Weltbühne 8 de mayo de 1919
- Weber, Max: Zum Thema der „Kriegsschuld“, 1919; Zur Untersuchung der Schuldfrage, 1919

### Representaciones de los debates
- Dickmann, Fritz. Die Kriegsschuldfrage auf der Friedenskonferenz von Paris 1919, München, 1964 (Beiträge zur europäischen Geschichte 3)
- Dreyer, Michael y Oliver Lembcke: Die deutsche Diskussion um die Kriegsschuldfrage 1918/19, Duncker & Humblot GmbH (1993), ISBN 3-428-07904-3
- Droz, Jacques. "L'Allemagne est-elle responsable de la Première Guerre Mondiale?" L'Histoire, n° 72, noviembre de 1984
- Fay, Sidney B. The Origins of the World War. New York, 1929, dos tomos.
- Kantorowicz, Hermann e Imanuel Geiss: Gutachten zur Kriegsschuldfrage 1914, Europäische Verlagsanstalt 1967, ASIN B0000BRV2R
- Hahn, Eric J. C. The German Foreign Ministry and the Question of War Guilt in 1918–1919, en: Carole Fink, Isabell V. Hull, MacGregor Knox (Hrsg.): German Nationalism and the European Response 1890–1945, Londres: Norman, 1985, p.43–70
- Heinemann, Ulrich. "Die verdrängte Niederlage. Politische Öffentlichkeit und Kriegsschuldfrage in der Weimarer Republik". En: Kritische Studien zur Geschichtswissenschaft, 59, Göttingen, 1983, ISBN 3-525-35718-4
- Soutou, Georges-Henri. L'Or et le Sang. Les Buts de Guerre économiques de la Première Guerre Mondiale. París: Fayard, 1989

### La controversia Fischer
- Berghahn, Volker. "Die Fischer-Kontroverse - 15 Jahre danach". Geschichte und Gesellschaft, 6 (1980), p.403-419.
- Geiss, Imanuel. "Die Fischer-Kontroverse. Ein kritischer Beitrag zum Verhältnis zwischen Historiographie und Politik in der Bundesrepublik", en: Imanuel Geiss: Studien über Geschichte und Geschichtswissenschaft. Frankfurt a.M.: Suhrkamp 1972, p.108–198.
- Große Kracht, Klaus. Die zankende Zunft. Historische Kontroversen in Deutschland nach 1945. Göttingen: Vandenhoeck & Ruprecht, 2005, ISBN 3-525-36280-3 (Reseña de Manfred Kittel, Institut für Zeitgeschichte, München-Berlin)
- Jäger, Wolfgang. Historische Forschung und politische Kultur in Deutschland. Die Debatte 1914–1980 über den Ausbruch des Ersten Weltkrieges, Göttingen, 1984.
- Jarausch, Konrad H. "Der nationale Tabubruch. Wissenschaft, Öffentlichkeit und Politik in der Fischer-Kontroverse", en: Martin Sabrow, Ralph Jessen, Klaus Große Kracht (eds.): Zeitgeschichte als Streitgeschichte. Große Kontroversen seit 1945. Beck, 2003, ISBN 3-406-49473-0
- Moses, John Anthony. The Politics of Illusion. The Fischer Controversy in German Historiography. Londres, 1975 (Reimpresión 1985), ISBN 0-7022-1040-4
- Schöllgen, Gregor. "Griff nach der Weltmacht? 25 Jahre Fischer-Kontroverse", Historisches Jahrbuch, 106 (1986), p. 386-406.
- Stibbe, Matthew. "The Fischer Controversy over German War Aims in the First World War and its Reception by East German Historians, 1961–1989". The Historical Journal, 46/2003, p.649–668.

### Análisis recientes
- Förster, Stig (ed.): An der Schwelle zum Totalen Krieg. Die militärische Debatte über den Krieg der Zukunft 1919–1939 (= Krieg in der Geschichte 13). Ferdinand Schöningh Verlag, Paderborn 2002, ISBN 3-506-74482-8
- Förster, Jürgen. Geistige Kriegführung in Deutschland 1919-1945
- Fromkin, David / William-Oliver Desmond: Le dernier été de l'Europe: Qui a déclenché la Première Guerre mondiale?, Paris, 2004, ISBN 978-2-246-62071-6
- Gnau, Christoph. Die deutschen Eliten und der Zweite Weltkrieg. Colonia: PapyRossa-Verlag, 2007, ISBN 978-3-89438-368-8
- Lipp, Anne. Meinungslenkung im Krieg. Kriegserfahrungen deutscher Soldaten und ihre Deutung 1914–1918. Göttingen: Vandenhoeck & Ruprecht, 2003, ISBN 3-525-35140-2
- Pöhlmann, Markus. Kriegsgeschichte und Geschichtspolitik: Der Erste Weltkrieg. Die amtliche Militärgeschichtsschreibung 1914–1956. Paderborn: Ferdinand Schöningh Verlag,  2002, ISBN 3-506-74481-X
- Richter, Jörg. Kriegsschuld und Nationalstolz. Politik zwischen Mythos und Realität, Katzmann, 2003
- Thoß, Bruno y Hans-Erich Volkmann (eds.): Erster Weltkrieg – Zweiter Weltkrieg: Ein Vergleich. Krieg, Kriegserlebnis, Kriegserfahrung in Deutschland. Paderborn:  Ferdinand Schöningh Verlag, 2002, ISBN 3-506-79161-3

### Otros aspectos
- Besier, Gerhard. Krieg - Frieden - Abrüstung. Die Haltung der europäischen und amerikanischen Kirchen zur Frage der deutschen Kriegsschuld 1914-1933, Göttingen 1982
- Bley, Britta. Wieviel Schuld verträgt ein Land? CD-ROM, Bielefeld: Fachverlag für Kulturgeschichte und deren Vermittlung, 2005, ISBN 3-938360-00-3

- Datos: Q16650756
- Multimedia: War guilt question / Q16650756